# 青木益未
青木 益未（あおき ますみ、1994年4月16日 - ）は、岡山県岡山市出身の陸上競技選手。専門は100mと100mハードル。100mで11秒51、100mハードルで12秒86の自己ベストを持つ。2014年仁川アジア大会、2018年ジャカルタアジア大会の日本代表。

## 経歴
岡山市立福田中学校、創志学園高等学校、環太平洋大学（体育学部体育学科）卒業。七十七銀行所属。

### 中学生時代まで
小学5年時に陸上競技を始めると、6年時には全国小学生陸上の4×100mリレーに出場し、岡山市ジュニア陸上クラブのアンカーを務めて優勝に貢献した。また、スポーツ好きな母親の影響で小学1年時から6年時までスノーボードに取り組み、大会にも出場していた（種目はスラローム）。
中学時代には全日本中学校選手権の100mで3年連続入賞、200mでは3年時に3位に輝き、ジュニアオリンピックの100mでは1年時と3年時に優勝するなど、全国トップレベルのスプリンターとして活躍した。

### 高校生時代

#### 2010年
創志学園高等学校に進学。
インターハイ中国大会で100mと200mの2冠に輝き、100mでは岡山の女子選手史上初の11秒台となる11秒99（0.0）をマーク。迎えた沖縄インターハイの100mでは準決勝を全体トップの12秒14（-1.4）で通過すると、決勝は無欲で臨んだ結果、6年前の髙橋萌木子以来となる1年生優勝を成し遂げた。国民体育大会100mは3位、日本ユース選手権100mは1位と0秒05差の2位で、惜しくも2冠目は獲得できなかった。

#### 2011年
インターハイ中国大会で41年ぶりとなる2年連続100mと200mの2冠を達成。世界ユース選手権の日本代表にも選出されて200mとメドレーリレーに出場し、200mでは準決勝に進出した。迎えた北上インターハイの100mは、優勝した1年生の土井杏南と0秒17差の3位に終わり連覇はならなかった。

#### 2012年
インターハイ中国大会の100m準決勝で自身初の11秒8台となる11秒84（+1.6）をマーク。1年ぶりに自己ベストを更新すると、決勝も11秒88（+0.9）と連続で11秒8台をマークして100m3連覇を達成（200mは1年生の青山聖佳に敗れて3年連続の2冠は逃した）。今シーズン好調のまま新潟インターハイを迎えたかに見えたが、「大会に入ってから気持ちが入ってこなかった」というように、準決勝で敗退した。
新潟インターハイで思ったような結果を残せず「もう100mでは戦えない」と痛感すると、「もともと好きだった」というハードルに本格的に取り組み、日本ジュニア選手権では1位と0秒04差の2位、岡山陸上カーニバルでは2012年高校ランク3位の記録となる13秒77（-0.3）をマークし、100mハードルの適性を見せた。

### 大学生時代

#### 2013年
地元の岡山を離れたくなかったので系列校の環太平洋大学に進学。
4月、出雲陸上の100mで自身初の11秒7台となる11秒77（+0.9）マークすると、織田記念国際の100mハードルでは追い風参考記録ながら13秒45（+2.2）の好タイムをマークした。
6月、日本選手権には100mと100mハードルの両種目に出場。初日の100mは予選で敗退したが、2日目の100mハードルでは決勝でジュニア日本歴代5位（当時）の13秒50（-0.6）をマークして6位に入った。日本学生個人選手権ではジュニア日本歴代2位の13秒40（+1.7）をマークしたものの、優勝した相馬絵里子と同タイム着差ありの2位に終わった。
10月、日本ジュニア選手権の100mハードルを13秒60（+0.1）の大会記録（当時）で制し、100mハードルで初の日本一に輝いた。

#### 2014年
4月、織田記念国際の100mと100mハードルに出場すると、100mハードルのA決勝を13秒36（+0.7）の自己ベストで制し、約25分後に行われた100mのB決勝も自身初の11秒6台となる11秒68（+1.8）で制した。
6月、日本選手権の100mハードルで表彰台にあと一歩と迫る4位。日本学生個人選手権では100mハードル準決勝で13秒35（+1.9）の自己ベスト（当時）をマークすると、決勝では追い風参考記録ながら準決勝の記録を上回る13秒30（+3.9）をマークして優勝し、初の大学日本一に輝いた。
9月、日本インカレでは100mハードルと4×100mリレーで2位に入り、初優勝にあと一歩まで迫った。特に100mハードルは1位と0秒01差だった。
9-10月の仁川アジア大会には強化育成部推薦枠で日本代表に選出され、100mハードルと4×100mリレーに出場した。100mハードルはスタート直後に躓いたことも響き予選で敗退したが、4×100mリレーは3走を務めて銅メダル獲得に貢献した。

#### 2015年
6月、西日本インカレの100mハードル決勝で学生歴代5位タイ・大会記録の13秒28（+0.7）をマークし、4×100mリレーとの3年連続2冠を達成。日本学生個人選手権の100mハードルも13秒35（+2.0）の大会記録（当時）で制して2連覇を達成し、日本選手権の100mハードルでは3位に入り初の表彰台に上った。

#### 2016年
6月10日、日本学生個人選手権の100mハードル決勝で13秒33（+1.9）の大会記録を樹立し、自身の持つ従来の記録を0秒02更新して大会3連覇を達成した。

### 社会人時代

#### 2017年
大学卒業後は地元の岡山県で競技を続ける道もあったが、新しい刺激を求めて宮城県の七十七銀行に入行。
9月、全日本実業団選手権の100mハードル決勝では向かい風の中で自己ベスト（13秒27）に迫る13秒33（-0.5）をマークして優勝し、社会人になって初の日本一に輝いた。
10月、国民体育大会の100mハードル決勝で日本歴代8位の13秒18（+0.5）をマークし、自身初となる13秒1台で初優勝を飾った。

#### 2021年
2021年7月の開催となった2020年東京オリンピックの陸上競技女子100m障害予選（五輪初出場）では13秒59で準決勝に進出できなかった。

#### 2022年
2022年4月10日、新潟市で行われた北陸実業団選手権100mH予選において、向かい風0.2mの中12秒86の日本新記録(当時)を樹立。

#### 2023年
6月に行われた日本選手権の100mハードルでは12秒95で2位。1位の寺田明日香とは0.007秒差だった。

#### 2024年
2月に行われた日本陸上競技選手権大会・室内競技の60mハードルでは8秒15で優勝、5連覇。

## 自己ベスト
- 記録欄の（　）内の数字は風速（m/s）で、+は追い風、-は向かい風を意味する。

| 種目         | 記録           | 年月日        | 場所   | 備考     |
| 屋外         | 屋外           | 屋外          | 屋外   | 屋外     |
| ------------ | -------------- | ------------- | ------ | -------- |
| 100m         | 11秒51（+0.6） | 2022年6月9日  | 大阪市 |          |
| 200m         | 24秒56（-0.2） | 2011年6月19日 | 山口市 |          |
| 100mハードル | 12秒86（-0.2） | 2022年4月10日 | 新潟市 |          |
| 室内         |                |               |        |          |
| 60m          | 7秒62          | 2012年2月4日  | 大阪市 |          |
| 60mハードル  | 8秒05          | 2021年3月17日 | 大阪市 | 日本記録 |

## 主な成績
- 備考欄の記録は当時のもの

### 国際大会
| 年          | 大会                     | 場所       | 種目      | 結果   | 記録             | 備考           |
| ----------- | ------------------------ | ---------- | --------- | ------ | ---------------- | -------------- |
| 2010（高1） | 日韓中ジュニア交流競技会 | 鄭州       | 100m      | 3位    | 12秒19（+1.1）   |                |
| 2010（高1） | 日韓中ジュニア交流競技会 | 鄭州       | 4x100mR   | 優勝   | 46秒78（3走）    |                |
| 2010（高1） | 日韓中ジュニア交流競技会 | 鄭州       | 100m      | 2位    | 12秒27（-0.5）   |                |
| 2010（高1） | 日韓中ジュニア交流競技会 | 鄭州       | 4x100mR   | 2位    | 46秒73（3走）    |                |
| 2011（高1） | 3カ国ジュニア交流室内    | 大阪       | 60m       | 5位    | 7秒70            |                |
| 2011（高2） | 世界ユース選手権         | リール     | 200m      | 準決勝 | 24秒64（-0.6）   |                |
| 2011（高2） | 世界ユース選手権         | リール     | メドレーR | 予選   | 2分10秒54（2走） |                |
| 2014（大2） | アジア大会               | 仁川       | 100mH     | 予選   | 13秒76（+0.7）   |                |
| 2014（大2） | アジア大会               | 仁川       | 4x100mR   | 3位    | 44秒05（3走）    |                |
| 2016（大3） | アジア室内選手権 (en)    | ドーハ     | 60mH      | 5位    | 8秒36            | 自己ベスト     |
| 2017（大4） | ニトロアスレチックス     | メルボルン | 60m       | 3位    | 7秒69（-0.8）    |                |
| 2017（大4） | ニトロアスレチックス     | メルボルン | 100mH     | 4位    | 14秒01（-0.1）   |                |
| 2017（大4） | ニトロアスレチックス     | メルボルン | 2x100mHR  | 優勝   | 27秒52（1走）    | 男女混合リレー |
| 2018（社2） | アジア大会               | ジャカルタ | 100mH     | 5位    | 13秒63（+0.2）   |                |
| 2018（社2） | アジア大会               | ジャカルタ | 4x100mR   | 5位    | 44秒93（4走）    |                |
| 2019（社3） | アジア選手権             | ドーハ     | 100mH     | 3位    | 13秒28（+1.3）   |                |

### 日本選手権
- 4x100mRは日本選手権リレーの成績

| 年          | 大会    | 場所     | 種目    | 結果 | 記録           | 備考                |
| ----------- | ------- | -------- | ------- | ---- | -------------- | ------------------- |
| 2012（高3） | 第96回  | 大阪市   | 100m    | 予選 | 12秒21（0.0）  |                     |
| 2013（大1） | 第97回  | 調布市   | 100m    | 予選 | 12秒19（+0.2） |                     |
| 2013（大1） | 第97回  | 調布市   | 100mH   | 6位  | 13秒50（-0.6） | ジュニア日本歴代5位 |
| 2013（大1） | 第97回  | 横浜市   | 4x100mR | 予選 | 46秒81（4走）  |                     |
| 2014（大2） | 第98回  | 福島市   | 100m    | 予選 | 12秒06（+1.1） |                     |
| 2014（大2） | 第98回  | 福島市   | 100mH   | 4位  | 13秒51（+1.6） |                     |
| 2014（大2） | 第98回  | 横浜市   | 4x100mR | 予選 | 46秒47（4走）  |                     |
| 2015（大3） | 第99回  | 新潟市   | 100mH   | 3位  | 13秒42（-0.2） |                     |
| 2016（大4） | 第100回 | 名古屋市 | 100mH   | 3位  | 13秒38（+2.1） |                     |
| 2016（大4） | 第100回 | 横浜市   | 4x100mR | 予選 | 46秒28（1走）  |                     |
| 2017（社1） | 第101回 | 横浜市   | 4x100mR | 予選 | DQ（3走）      |                     |
| 2018（社2） | 第102回 | 山口市   | 100mH   | 1位  | 13秒17（+1.1） | 自己ベスト          |
| 2019（社3） | 第103回 | 福岡市   | 100mH   | 2位  | 13秒15（+0.6） | 自己ベスト          |
| 2020（社4） | 第104回 | 新潟市   | 100mH   | 1位  | 13秒02（-0.1） | 日本歴代3位タイ     |

### その他
- 主要大会を記載

| 年          | 大会                     | 場所     | 種目    | 結果   | 記録           | 備考                |
| ----------- | ------------------------ | -------- | ------- | ------ | -------------- | ------------------- |
| 2006（小6） | 全国小学生陸上           | 東京都   | 4x100mR | 優勝   | 53秒38（4走）  |                     |
| 2007（中1） | 全日本中学校選手権       | 利府町   | 100m    | 7位    | 12秒69（-1.3） |                     |
| 2007（中1） | ジュニアオリンピック     | 横浜市   | 100m    | 優勝   | 12秒39（+0.4） | 自己ベスト          |
| 2008（中1） | 日本ジュニア室内大阪     | 大阪市   | 60m     | 2位    | 7秒91          |                     |
| 2008（中2） | 全日本中学校選手権       | 新潟市   | 100m    | 5位    | 12秒47（-0.8） |                     |
| 2008（中2） | 全日本中学校選手権       | 新潟市   | 200m    | 4位    | 25秒23（0.0）  |                     |
| 2008（中2） | ジュニアオリンピック     | 横浜市   | 100m    | 準決勝 | 12秒56（+1.3） |                     |
| 2009（中2） | 日本ジュニア室内大阪     | 大阪市   | 60m     | 8位    | 7秒98          |                     |
| 2009（中3） | 全日本中学校選手権       | 大分市   | 100m    | 5位    | 12秒19（+1.0） |                     |
| 2009（中3） | 全日本中学校選手権       | 大分市   | 200m    | 3位    | 24秒86（+1.6） | 自己ベスト          |
| 2009（中3） | 国民体育大会             | 新潟市   | 100m    | 準決勝 | 12秒47（-0.8） |                     |
| 2009（中3） | 国民体育大会             | 新潟市   | 4x100mR | 予選   | 48秒56（2走）  |                     |
| 2009（中3） | ジュニアオリンピック     | 横浜市   | 100m    | 優勝   | 12秒23（-1.8） |                     |
| 2009（中3） | ジュニアオリンピック     | 横浜市   | 4x100mR | 4位    | 48秒09（4走）  |                     |
| 2010（中3） | 日本ジュニア室内大阪     | 大阪市   | 60m     | 2位    | 7秒75          |                     |
| 2010（高1） | インターハイ             | 沖縄市   | 100m    | 優勝   | 12秒23（-3.2） |                     |
| 2010（高1） | 国民体育大会             | 千葉市   | 100m    | 3位    | 11秒91（+1.3） |                     |
| 2010（高1） | 国民体育大会             | 千葉市   | 4x100mR | 準決勝 | 47秒15（2走）  |                     |
| 2010（高1） | 日本ユース選手権         | 名古屋市 | 100m    | 2位    | 12秒19（-1.6） |                     |
| 2011（高2） | 織田記念                 | 広島市   | 100m    | B決勝  | 11秒94（+2.0） |                     |
| 2011（高2） | インターハイ             | 北上市   | 100m    | 3位    | 12秒05（-1.0） |                     |
| 2011（高2） | インターハイ             | 北上市   | 200m    | 準決勝 | DNS            | 予選24秒96（-0.3）  |
| 2011（高2） | 国民体育大会             | 山口市   | 100m    | 9位    | 12秒20（+0.9） |                     |
| 2011（高2） | 国民体育大会             | 山口市   | 4x100mR | 準決勝 | 46秒95（2走）  |                     |
| 2011（高2） | 日本ユース選手権         | 名古屋市 | 100m    | 3位    | 12秒15（-2.2） |                     |
| 2012（高2） | 日本ジュニア室内大阪     | 大阪市   | 60m     | 2位    | 7秒63          |                     |
| 2012（高3） | 出雲陸上                 | 出雲市   | 100m    | 3位    | 12秒54（-3.0） |                     |
| 2012（高3） | 織田記念                 | 広島市   | 100m    | 予選   | 12秒03（+1.6） |                     |
| 2012（高3） | 静岡国際                 | 袋井市   | 4x100mR | 5位    | 45秒94（1走）  |                     |
| 2012（高3） | ゴールデングランプリ川崎 | 川崎市   | 4x100mR | 4位    | 45秒89（1走）  |                     |
| 2012（高3） | インターハイ             | 新潟市   | 100m    | 準決勝 | 12秒10（+1.3） |                     |
| 2012（高3） | インターハイ             | 新潟市   | 200m    | 予選   | 25秒13（0.0）  |                     |
| 2012（高3） | 国民体育大会             | 岐阜市   | 100m    | 5位    | 12秒01（-0.3） |                     |
| 2012（高3） | 国民体育大会             | 岐阜市   | 4x100mR | 準決勝 | 47秒31（2走）  |                     |
| 2012（高3） | 日本ジュニア選手権       | 名古屋市 | 100m    | 5位    | 12秒16（-0.7） |                     |
| 2012（高3） | 日本ジュニア選手権       | 名古屋市 | 100mH   | 2位    | 13秒91（+1.5） |                     |
| 2013（高3） | 日本ジュニア室内大阪     | 大阪市   | 60m     | 4位    | 7秒63          |                     |
| 2013（大1） | 出雲陸上                 | 出雲市   | 100m    | 優勝   | 11秒77（+0.9） | 自己ベスト          |
| 2013（大1） | 織田記念                 | 広島市   | 100m    | B決勝  | 12秒21（-0.7） |                     |
| 2013（大1） | 織田記念                 | 広島市   | 100mH   | B決勝  | 13秒45（+2.2） |                     |
| 2013（大1） | 日本学生個人選手権       | 平塚市   | 100m    | 6位    | 11秒89（+1.0） |                     |
| 2013（大1） | 日本学生個人選手権       | 平塚市   | 100mH   | 2位    | 13秒40（+1.7） | ジュニア日本歴代2位 |
| 2013（大1） | 西日本インカレ           | 鳴門市   | 100m    | 3位    | 11秒91（+1.3） |                     |
| 2013（大1） | 西日本インカレ           | 鳴門市   | 100mH   | 優勝   | 13秒77（-0.3） |                     |
| 2013（大1） | 西日本インカレ           | 鳴門市   | 4x100mR | 優勝   | 45秒82（4走）  | 大会記録            |
| 2013（大1） | 日本インカレ             | 東京都   | 100m    | 3位    | 11秒80（+1.6） |                     |
| 2013（大1） | 日本インカレ             | 東京都   | 100mH   | 5位    | 13秒75（+0.2） |                     |
| 2013（大1） | 日本インカレ             | 東京都   | 4x100mR | 3位    | 46秒16（4走）  |                     |
| 2013（大1） | 国民体育大会             | 調布市   | 100m    | 準決勝 | 12秒37（-1.3） |                     |
| 2013（大1） | 国民体育大会             | 調布市   | 4x100mR | 準決勝 | 46秒14（2走）  |                     |
| 2013（大1） | 日本ジュニア選手権       | 名古屋市 | 100m    | 7位    | 12秒13（+0.5） |                     |
| 2013（大1） | 日本ジュニア選手権       | 名古屋市 | 100mH   | 優勝   | 13秒60（+0.1） | 大会記録            |
| 2014（大2） | 出雲陸上                 | 出雲市   | 100m    | 3位    | 11秒87（+0.9） |                     |
| 2014（大2） | 織田記念                 | 広島市   | 100m    | B決勝  | 11秒68（+1.8） | 自己ベスト          |
| 2014（大2） | 織田記念                 | 広島市   | 100mH   | 2位    | 13秒36（+0.7） | 自己ベスト          |
| 2014（大2） | 水戸招待陸上             | 水戸市   | 100mH   | 優勝   | 13秒58（+1.2） |                     |
| 2014（大2） | ゴールデングランプリ東京 | 東京都   | 4x100mR | 5位    | 52秒21（1走）  |                     |
| 2014（大2） | 日本学生個人選手権       | 平塚市   | 100m    | 4位    | 12秒02（-0.1） |                     |
| 2014（大2） | 日本学生個人選手権       | 平塚市   | 100mH   | 優勝   | 13秒30（+3.9） |                     |
| 2014（大2） | 西日本インカレ           | 福岡市   | 100m    | 優勝   | 11秒74（-1.1） |                     |
| 2014（大2） | 西日本インカレ           | 福岡市   | 100mH   | 優勝   | 13秒58（+0.4） |                     |
| 2014（大2） | 西日本インカレ           | 福岡市   | 4x100mR | 優勝   | 45秒90（4走）  |                     |
| 2014（大2） | 日本インカレ             | 熊谷市   | 100m    | 7位    | 12秒08（-1.3） |                     |
| 2014（大2） | 日本インカレ             | 熊谷市   | 100mH   | 2位    | 13秒67（-0.3） |                     |
| 2014（大2） | 日本インカレ             | 熊谷市   | 4x100mR | 2位    | 45秒90（4走）  |                     |
| 2014（大2） | 国民体育大会             | 諫早市   | 100m    | 予選   | 12秒28（-2.5） |                     |
| 2014（大2） | 国民体育大会             | 諫早市   | 100mH   | 3位    | 13秒60（-1.8） |                     |
| 2014（大2） | 国民体育大会             | 諫早市   | 4x100mR | 準決勝 | 46秒29（4走）  |                     |
| 2015（大3） | 織田記念                 | 広島市   | 100m    | B決勝  | DNS            | 予選12秒10（+0.2）  |
| 2015（大3） | 静岡国際                 | 袋井市   | 100mH   | 6位    | 13秒65（+0.2） |                     |
| 2015（大3） | ゴールデングランプリ川崎 | 川崎市   | 100mH   | 7位    | 13秒55（+0.9） |                     |
| 2015（大3） | 西日本インカレ           | 岐阜市   | 100m    | 4位    | 11秒96（+0.3） |                     |
| 2015（大3） | 西日本インカレ           | 岐阜市   | 100mH   | 優勝   | 13秒28（+0.7） | 大会記録 自己ベスト |
| 2015（大3） | 西日本インカレ           | 岐阜市   | 4x100mR | 優勝   | 46秒09（2走）  |                     |
| 2015（大3） | 日本学生個人選手権       | 平塚市   | 100m    | 準決勝 | DNS            | 予選11秒98（+1.7）  |
| 2015（大3） | 日本学生個人選手権       | 平塚市   | 100mH   | 優勝   | 13秒35（+2.0） | 大会記録            |
| 2015（大3） | オールスターナイト陸上   | 平塚市   | 100mH   | 4位    | 13秒64（+0.3） |                     |
| 2015（大3） | 日本インカレ             | 大阪市   | 4x100mR | 予選   | 46秒25（4走）  |                     |
| 2015（大3） | 国民体育大会             | 和歌山市 | 4x100mR | 4位    | 45秒36（1走）  |                     |
| 2016（大4） | 織田記念                 | 広島市   | 100mH   | 8位    | 13秒96（+1.1） |                     |
| 2016（大4） | 布勢スプリント           | 鳥取市   | 100mH   | 3位    | 13秒40（+2.3） |                     |
| 2016（大4） | 日本学生個人選手権       | 平塚市   | 100m    | 準決勝 | DNS            | 予選12秒05（+1.4）  |
| 2016（大4） | 日本学生個人選手権       | 平塚市   | 100mH   | 優勝   | 13秒33（+1.9） | 大会記録            |
| 2016（大4） | 西日本インカレ           | 京都市   | 100m    | 準決勝 | DNS            | 予選12秒47（-2.3）  |
| 2016（大4） | 西日本インカレ           | 京都市   | 100mH   | 優勝   | 13秒72（-1.8） |                     |
| 2016（大4） | 西日本インカレ           | 京都市   | 4x100mR | 2位    | 45秒64（1走）  |                     |
| 2016（大4） | オールスターナイト陸上   | 平塚市   | 100mH   | 3位    | 13秒55（+1.1） |                     |
| 2016（大4） | 日本インカレ             | 熊谷市   | 100mH   | 準決勝 | 14秒10（-1.3） |                     |
| 2016（大4） | 日本インカレ             | 熊谷市   | 4x100mR | 予選   | 46秒45（1走）  |                     |
| 2017（社1） | 出雲陸上                 | 出雲市   | 100m    | 優勝   | 11秒89（+1.4） |                     |
| 2017（社1） | 織田記念                 | 広島市   | 100mH   | 決勝   | DNF            | 予選13秒46（+0.3）  |
| 2017（社1） | 木南記念                 | 大阪市   | 100mH   | 4位    | 13秒52（-0.6） |                     |
| 2017（社1） | 木南記念                 | 大阪市   | 100mH   | 2位    | 13秒27（-0.2） | 自己ベスト          |
| 2017（社1） | ゴールデングランプリ川崎 | 川崎市   | 100mH   | 7位    | 13秒43（0.0）  |                     |
| 2017（社1） | オールスターナイト陸上   | 平塚市   | 100mH   | 5位    | 14秒06（+1.2） |                     |
| 2017（社1） | 全日本実業団選手権       | 大阪市   | 100m    | 2位    | 11秒78（+0.1） |                     |
| 2017（社1） | 全日本実業団選手権       | 大阪市   | 100mH   | 優勝   | 13秒33（-0.5） |                     |
| 2017（社1） | 全日本実業団選手権       | 大阪市   | 4x100mR | 2位    | 46秒35（3走）  |                     |
| 2017（社1） | 国民体育大会             | 松山市   | 100mH   | 優勝   | 13秒18（+0.5） | 日本歴代8位         |
| 2017（社1） | 国民体育大会             | 松山市   | 4x100mR | 5位    | 46秒00（3走）  |                     |
| 2018（社2） | 織田記念                 | 広島市   | 100mH   | 7位    | 13秒44（+3.6） |                     |
| 2018（社2） | 木南記念                 | 大阪市   | 100mH   | 7位    | 13秒76（-0.5） |                     |
| 2018（社2） | ゴールデングランプリ大阪 | 大阪市   | 100mH   | 6位    | 13秒51（-0.6） |                     |
| 2018（社2） | 全日本実業団選手権       | 大阪市   | 100m    | 4位    | 11秒89（-0.1） |                     |
| 2018（社2） | 全日本実業団選手権       | 大阪市   | 100mH   | 優勝   | 13秒31（-0.2） |                     |
| 2018（社2） | 全日本実業団選手権       | 大阪市   | 4x100mR | 優勝   | 45秒90（4走）  |                     |
| 2018（社2） | 国民体育大会             | 福井市   | 4x100mR | 5位    | 45秒71（1走）  |                     |